# سعد بخيت مبارك
سعد بخيت مبارك (مواليد 15 أكتوبر 1970) هو لاعب كرة قدم إماراتي دولي سابق كان يلعب كمهاجم. سبق له أن لعب في كأس آسيا 1996 وكأس القارات 1997.

## روابط خارجية
- سعد بخيت مبارك على موقع الاتحاد الدولي (مؤرشف)  (الإنجليزية)
- سعد بخيت مبارك على موقع ناشيونال فوتبول تيمز (الإنجليزية)